# Torinói Egyetem
A Torinói Egyetem (olaszul: Università degli Studi di Torino; latinul: Alma Universitas Taurinensis, korábban: Academia Turicensis) állami egyetem az észak-olasz Torino városában, Piemont régió fővárosában, összesen mintegy 67 000 diák és közel 2000 tudományos alkalmazottal.[mikor?] 1404-ben alakult, de 1536-ban a tanítást ideiglenesen felfüggesztették. Mára már külföldi diákok számára is nyitva áll.

## Karok
- Mezőgazdaság-tudományi
- Matematikai, Fizikai, Természettudományi
- Orvostudományi, Sebészeti
- Modern nyelv, Irodalom
- Pedagógiai
- Gyógyszerészeti
- Irodalom, Filozófiai
- Pszichológiai
- Politikatudományi
- Jogi
- Állatorvosi
- Közgazdaságtani

A nagyon tehetséges diákok számára alapította az egyetem 2009-ben a Scuola di studi superiori „Ferdinando Rossi” mesterképző iskolát.

## Közismert diplomásai, oktatói
- Amedeo Avogadro (1776–1856) olasz fizikus, kémikus
- Norberto Bobbio (1909–2004) olasz jogi filozófus, újságíró (oktató)
- Cesare Burali-Forti (1861–1931) olasz matematikus (oktató)
- Italo Calvino (1923–1985) olasz író
- Augustin-Louis Cauchy (1789–1857) francia matematikus (oktató)
- Umberto Eco (1932–2016) olasz író
- Antonio Gramsci (1891–1937) olasz filozófus, politikus
- Joseph-Louis Lagrange (1736–1813) olasz matematikus, csillagász
- Primo Levi (1919–1987) olasz író, vegyész
- Cesare Lombroso (1835–1909) olasz orvos (oktató)
- Laura Mancinelli (1933–2016) olasz írónő (oktató)
- Giuseppe Peano (1858–1932) olasz matematikus (oktató)
- Tullio Regge (1931–2014) olasz fizikus (oktató)
- Giuseppe Saragat (1888–1998) olasz köztársasági elnök
- Gianni Vattimo (született 1936-ban) olasz filozófus (oktató)
- Renzo Videsott (1904–1974) olasz állatorvos, hegymászó, környezetvédő (oktató)

## Fordítás
- Ez a szócikk részben vagy egészben  az   Universität Turin című német Wikipédia-szócikk ezen változatának fordításán alapul.  Az eredeti cikk szerkesztőit annak laptörténete sorolja fel. Ez a jelzés csupán a megfogalmazás eredetét és a szerzői jogokat jelzi, nem szolgál a cikkben szereplő információk forrásmegjelöléseként.